# メキシコシティ地下鉄1号線
メキシコシティ地下鉄1号線 (Línea 1 del Metro de la Ciudad de México) は、メキシコの首都メキシコシティにある地下鉄路線である。1969年に開業した、メキシコ初の地下鉄路線であり、市内を東西に走っている。ラインカラーはピンクである。

## 概要
1号線は、インスルヘンテス通りやチャプルテペク通りなど、たくさんの大通りの地下を通っている。タクバヤ駅で7号線と9号線、バルデラス駅で3号線、サルト・デル・アグア駅で8号線、ピノ・スアレス駅で2号線、カンデラリア駅で4号線、サン・ラサロ駅でB号線、パンティトラン駅で5号線、9号線、A号線に乗り継げる。
1号線は、メキシコシティ地下鉄では唯一、全線が地下を通っている。(ただし、オブセルバトリオ駅の整備用の地上線を除く。)

## 歴史
1969年9月4日に、チャプルテペク駅からサラゴサ駅までの区間が開業した。これは、メキシコシティ地下鉄が初めて開業させた区間である。つづいて、1970年4月11日に西に延伸され、新たにフアナカトラン駅が開業した。また、1970年8月1日には、2号線の開業により、ピノ・スアレス駅が初の乗換駅となった。その後も路線は西へ延伸を続け、1970年11月20日にはタクバヤ駅が、1971年6月10日には現在の西端駅であるオブセルバトリオ駅が開業した。現在の東端駅であるパンティトラン駅は、1984年8月22日に開業した。この延伸により、駅数は20、旅客線の路線総延長が16.65km、整備線なども含んだ線路総延長が18.83kmとなり、現在に至る。

### 年表
- 1969年9月4日 - チャプルテペク~サラゴサ間開業。
- 1970年4月11日 - チャプルテペク~フアナカトラン間開業。
- 1970年11月20日 - フアナカトラン~タクバヤ間開業。
- 1971年6月10日 - タクバヤ~オブセルバトリオ間開業。
- 1984年8月22日 - サラゴサ~パンティトラン間開業。

## 駅一覧
| 駅番号 | 駅名                                                     | 開業日         | 階層   | 距離 (km) | 距離 (km) | 乗り換え | 位置                       |
| 駅番号 | 駅名                                                     | 開業日         | 階層   | 駅間      | 合計      | 乗り換え | 位置                       |
| ------ | -------------------------------------------------------- | -------------- | ------ | --------- | --------- | --- | -------------------------- |
| 01     | パンティトラン(Pantitlán)                                | 1984年8月22日  | 地下   | -         | 0.0       | 地下鉄5号線 地下鉄9号線 地下鉄A号線 メキシバス3号線 セトラム(バス)ネサワルコヨトル・チマルワカン行き                                                     | ベヌスティアーノ・カランサ |
| 02     | サラゴサ(Zaragoza)                                       | 1969年9月4日   | 地下   | 1.5       | 1.5       | セトラム(バス)ネサワルコヨトル・チマルワカン行き | ベヌスティアーノ・カランサ |
| 03     | ゴメス・ファリアス(Gomez Farías)                         | 1969年9月4日   | 地下   | 0.9       | 2.4       | | ベヌスティアーノ・カランサ |
| 04     | ボウレバルド・プエルト・アエレオ(Boulevard Puerto Aéreo) | 1969年9月4日   | 地下   | 0.7       | 3.1       | トロリーバスG号線 | ベヌスティアーノ・カランサ |
| 05     | バルブエナ(Balbuena)                                     | 1969年9月4日   | 地下   | 0.7       | 3.9       | | ベヌスティアーノ・カランサ |
| 06     | モクテスマ(Moctezuma)                                    | 1969年9月4日   | 地下   | 0.8       | 4.7       | メトロバス4号線 | ベヌスティアーノ・カランサ |
| 07     | サン・ラサロ(San Lázaro)                                 | 1969年9月4日   | 地下   | 0.6       | 5.4       | 地下鉄B号線 メトロバス4号線 メトロバス5号線 東部バスターミナル (TAPO) メキシコ東部方面行き。 セトラム（バス） 市東部行き。                               | ベヌスティアーノ・カランサ |
| 08     | カンデラリア（Candelaria）                               | 1969年9月4日   | 地下   | 1.1       | 6.4       | 地下鉄4号線 | ベヌスティアーノ・カランサ |
| 09     | メルセド（Merced）                                       | 1969年9月4日   | 地下   | 0.9       | 7.3       | メトロバス4号線 | ベヌスティアーノ・カランサ |
| 10     | ピノ・スアレス（Pino Suárez）                            | 1969年9月4日   | 地下   | 0.8       | 8.2       | 地下鉄2号線 メトロバス4号線 | クアウテモク               |
| 11     | イサベル・ラ・カトリカ（Isabel la Católica）             | 1969年9月4日   | 地下   | 0.5       | 8.7       | | クアウテモク               |
| 12     | サルト・デル・アグア（Salto del Agua）                   | 1969年9月4日   | 地下   | 0.6       | 9.3       | 地下鉄8号線 セロ・エミッションズ・コリドルA号線（トロリーバス）                                                                                          | クアウテモク               |
| 13     | バルデラス（Balderas）                                   | 1969年9月4日   | 地下   | 0.6       | 9.9       | 地下鉄3号線 メトロバス3号線 | クアウテモク               |
| 14     | クアウテモク（Cuauhtémoc）                               | 1969年9月4日   | 地下   | 0.5       | 10.5      | メトロバス3号線 | クアウテモク               |
| 15     | インスルヘンテス（Insurgentes）                          | 1969年9月4日   | 地下   | 0.9       | 11.4      | メトロバス1号線 | クアウテモク               |
| 16     | セビージャ（Sevilla）                                    | 1969年9月4日   | 地下   | 0.8       | 12.2      | | クアウテモク               |
| 17     | チャプルテペク（Chapultepec）                            | 1969年9月4日   | 地下   | 0.6       | 12.9      | セロ・エミッションズ・コリドルS号線（トロリーバス） トロリーバスI号線 メトロバス7号線 (計画)                                                             | クアウテモク               |
| 18     | フアナカトラン(Juanacatlán)                              | 1970年4月11日  | 地下   | 1.1       | 14.0      | | ミゲル・イダルゴ           |
| 19     | タクバヤ(Tacubaya)                                       | 1970年11月20日 | 地下   | 1.3       | 15.2      | 地下鉄7号線 地下鉄9号線 メトロバス2号線 セトラム（バス） サンタフェ・クアヒマルパ行き                                                                    | ミゲル・イダルゴ           |
| 20     | オブセルバトリオ（Observatorio）                         | 1972年6月10日  | 半地下 | 1.4       | 16.7      | トルカ（通勤鉄道）(建設中) 西部バスターミナル メキシコ西部方面行き セトラム（バス） サンタフェ・クアヒマルパ行き 地下鉄12号線(建設中) 地下鉄9号線 (計画) | アルバロ・オブレゴン       |